# Матан Родіті
Матан Родіті (6 грудня 1998) — ізраїльський плавець, що спеціалізується в марафонському плаванні.
Учасник Олімпійських Ігор 2020 року, де на дистанції 10 кілометрів посів 4-те місце.